# Taishan
|  | For byen af samme navn, se Taishan (Guangdong) |
Taishan (kinesisk: 泰山, pinyin: Tài Shān, "stort bjerg") er et bjerg i Tai'an i provinsen Shandong i Kina. Eftersom ordet shan betyder bjerg, kan navnet oversættes til Taibjerget. 
Toppen, Jadekejsertoppen, er på 1.545 meter over havet. Bjerget er det østligste af "Kinas fem hellige bjerge". Templerne på bjerget har været pilgrimsmål i to tusind år. 
Bjerget blev i 1987 opført på UNESCOs Verdensarvsliste.
- Wikimedia Commons har flere filer relateret til Taishan